# Jaume Masiá
Jaume Masiá Vargas (Algemesí, 31 ottobre 2000) è un pilota motociclistico spagnolo campione del mondo della Moto3 nel 2023.

## Carriera

### Gli inizi
Inizia a correre all'età di sette anni su minimoto. Corre poi in competizioni nazionali e nel campionato mediterraneo. Nel 2014 corre nella MotoGP Rookies Cup. Nel 2015 passa nella categoria Moto3 del campionato spagnolo Velocità. Nel 2017 debutta nella classe Moto3 del motomondiale, correndo i Gran Premi d'Austria, Gran Bretagna e San Marino in sostituzione dell'infortunato Darryn Binder sulla KTM RC 250 GP del team World Wide Race e il Gran Premio d'Aragona come wild card sempre con una KTM, totalizzando 13 punti.

### Moto3
Nel 2018 corre con la KTM del team Bester Capital Dubai; il compagno di squadra è Marcos Ramírez. Ottiene come miglior risultato un quarto posto in Olanda e termina la stagione al 13º posto con 76 punti. In questa stagione è costretto a saltare il Gran Premio della Malesia a causa di una frattura al tallone destro rimediata nel precedente GP d'Australia.
Nel 2019 rimane nello stesso team, con compagno di squadra Andrea Migno. Ottiene la sua prima vittoria in Argentina dopo essere partito dalla pole position. Giunge secondo nel Gran Premio delle Americhe. Conclude terzo in Italia e Malesia. Chiude la stagione al nono posto con 121 punti. In questa stagione è costretto a saltare il Gran Premio di Thailandia a causa della frattura del radio destro rimediata nel precedente GP d'Aragona.
Nel 2020 guida la Honda del team Leopard Racing; il compagno di squadra è Dennis Foggia. Ottiene due vittorie (Aragona e Teruel), un secondo posto in Austria, una pole position in Francia e conclude la stagione al sesto posto con 140 punti.
Nel 2021 passa alla guida della KTM del team Ajo Motorsport, con compagno di squadra Pedro Acosta. Ottiene una vittoria in Qatar, due secondi posti (Italia ed Emilia Romagna), un terzo posto in Comunità Valenciana e due pole position (Doha e Americhe) e termina la stagione al quarto posto con 171 punti. Nel 2022 rimane nella stessa squadra dell'anno precedente, il nuovo compagno di squadra è Daniel Holgado. Ottiene due vittorie (Americhe e Francia), tre secondi posti (Portogallo, Gran Bretagna e San Marino) e un terzo posto in Spagna. Chiude la stagione al sesto posto con 177 punti
Nel 2023 torna a guidare la Honda del team Leopard Racing. Vince quattro gare (Olanda, India, Giappone e Qatar), ottiene tre secondi posti (Americhe, Catalogna e San Marino), tre terzi posti (Spagna,Francia e Malesia) e sei pole position (Americhe, Gran Bretagna, San Marino, India, Giappone e Malesia). Il 19 novembre vince il Gran Premio del Qatar e, grazie alla condotta di gara sua e del compagno di squadra e connazionale Adrián Fernández volta ad ostacolare l'altro contendente al titolo Sasaki, si laurea campione Moto3.

### Moto2
Nel 2024 passa in Moto2: è ingaggiato dal team Preicanos alla guida di una Kalex, il compagno di squadra è Bo Bendsneyder. Nel corso dell'anno raccoglie solo sei punti, vista anche la poca competitività della moto, che gli consentono di classificarsi in ventottesima posizione, nonché penultimo tra gli esordienti.

## Risultati in gara

### Motomondiale
| 2017 | Classe | Moto |  |  |  |  |  |  |  |  |  |  |   |     |    |    |  |  |  |  |  |  |  |  | Punti | Pos. |
| ---- | ------ | ---- |  |  |  |  |  |  |  |  |  |  | - | --- | -- | -- |  |  |  |  |  |  |  |  | ----- | ---- |
| 2017 | Moto3  | KTM  |  |  |  |  |  |  |  |  |  |  | 9 | Rit | 10 | 21 |  |  |  |  |  |  |  |  | 13    | 27º  |

| 2018 | Classe | Moto |    |     |    |   |    |     |     |   |   |    |   |    |     |   |    |    |     |     |   |  |  |  | Punti | Pos. |
| ---- | ------ | ---- | -- | --- | -- | - | -- | --- | --- | - | - | -- | - | -- | --- | - | -- | -- | --- | --- | - |  |  |  | ----- | ---- |
| 2018 | Moto3  | KTM  | 12 | Rit | 21 | 5 | 10 | Rit | Rit | 4 | 6 | 17 | 6 | AN | Rit | 9 | 17 | 11 | Rit | Inf | 6 |  |  |  | 76    | 13º  |

| 2019 | Classe | Moto |     |   |   |     |    |   |     |     |    |   |     |    |   |     |     |   |     |   |    |  |  |  | Punti | Pos. |
| ---- | ------ | ---- | --- | - | - | --- | -- | - | --- | --- | -- | - | --- | -- | - | --- | --- | - | --- | - | -- |  |  |  | ----- | ---- |
| 2019 | Moto3  | KTM  | Rit | 1 | 2 | Rit | 12 | 3 | Rit | Rit | 16 | 4 | Rit | 11 | 4 | Rit | Inf | 7 | Rit | 3 | NP |  |  |  | 121   | 9º   |

| 2020 | Classe | Moto  |   |    |     |     |   |    |   |   |   |   |   |   |     |   |     |  |  |  |  |  |  |  | Punti | Pos. |
| ---- | ------ | ----- | - | -- | --- | --- | - | -- | - | - | - | - | - | - | --- | - | --- |  |  |  |  |  |  |  | ----- | ---- |
| 2020 | Moto3  | Honda | 4 | 10 | Rit | Rit | 2 | 14 | 7 | 5 | 7 | 4 | 1 | 1 | Rit | 9 | Rit |  |  |  |  |  |  |  | 140   | 6º   |

| 2021 | Classe | Moto |   |   |   |    |     |   |   |     |    |   |   |   |    |   |   |   |    |   |  |  |  |  | Punti | Pos. |
| ---- | ------ | ---- | - | - | - | -- | --- | - | - | --- | -- | - | - | - | -- | - | - | - | -- | - |  |  |  |  | ----- | ---- |
| 2021 | Moto3  | KTM  | 1 | 9 | 9 | 21 | Rit | 2 | 4 | Rit | 20 | 4 | 6 | 6 | 10 | 5 | 4 | 2 | 19 | 3 |  |  |  |  | 171   | 4º   |

| 2022 | Classe | Moto |     |   |     |   |   |   |   |    |   |    |     |   |    |   |   |     |   |    |   |    |  |  | Punti | Pos. |
| ---- | ------ | ---- | --- | - | --- | - | - | - | - | -- | - | -- | --- | - | -- | - | - | --- | - | -- | - | -- |  |  | ----- | ---- |
| 2022 | Moto3  | KTM  | Rit | 7 | Rit | 1 | 2 | 3 | 1 | 17 | 8 | 12 | Rit | 2 | 18 | 2 | 8 | Rit | 8 | 15 | 4 | 22 |  |  | 177   | 6º   |

| 2023 | Classe | Moto  |   |     |   |   |   |   |   |   |    |     |   |   |   |   |   |   |   |   |   |    |  |  | Punti | Pos. |
| ---- | ------ | ----- | - | --- | - | - | - | - | - | - | -- | --- | - | - | - | - | - | - | - | - | - | -- |  |  | ----- | ---- |
| 2023 | Moto3  | Honda | 5 | Rit | 2 | 3 | 3 | 5 | 6 | 1 | 18 | Rit | 2 | 2 | 1 | 1 | 6 | 8 | 4 | 3 | 1 | 13 |  |  | 274   | 1º   |

| 2024 | Classe | Moto  |    |    |    |     |    |    |    |    |    |     |    |    |    |     |     |    |     |    |    |    |  |  | Punti | Pos. |
| ---- | ------ | ----- | -- | -- | -- | --- | -- | -- | -- | -- | -- | --- | -- | -- | -- | --- | --- | -- | --- | -- | -- | -- |  |  | ----- | ---- |
| 2024 | Moto2  | Kalex | 25 | 21 | 19 | Rit | 16 | 13 | 21 | 24 | 15 | Rit | 19 | 19 | 24 | Rit | Rit | 24 | Rit | 17 | 16 | 14 |  |  | 6     | 28º  |

| Legenda | 1º posto        | 2º posto            | 3º posto            | A punti      | Senza punti        | Grassetto – Pole position Corsivo – Giro più veloce |
| Legenda | Gara non valida | Non qual./Non part. | Ritirato/Non class. | Squalificato | '-' Dato non disp. | Grassetto – Pole position Corsivo – Giro più veloce |

### Campionato mondiale Supersport
| 2025 | Moto   |   |     |   |   |   |   |   |   |   |     |   |   |   |   |   |   |  |  |  |  |  |  |  |  | Punti | Pos. |
| ---- | ------ | - | --- | - | - | - | - | - | - | - | --- | - | - | - | - | - | - |  |  |  |  |  |  |  |  | ----- | ---- |
| 2025 | Ducati | 6 | Rit | 7 | 7 | 4 | 5 | 4 | 3 | 1 | Rit | 2 | 2 | 4 | 4 | 7 | 6 |  |  |  |  |  |  |  |  | 191   |      |

| Legenda | 1º posto        | 2º posto            | 3º posto           | A punti      | Senza punti        | Grassetto – Pole position Corsivo – Giro più veloce |
| Legenda | Gara non valida | Non qual./Non part. | Ritirato/Non class | Squalificato | '-' Dato non disp. | Grassetto – Pole position Corsivo – Giro più veloce |